# Reginaldo II de Bettencourt

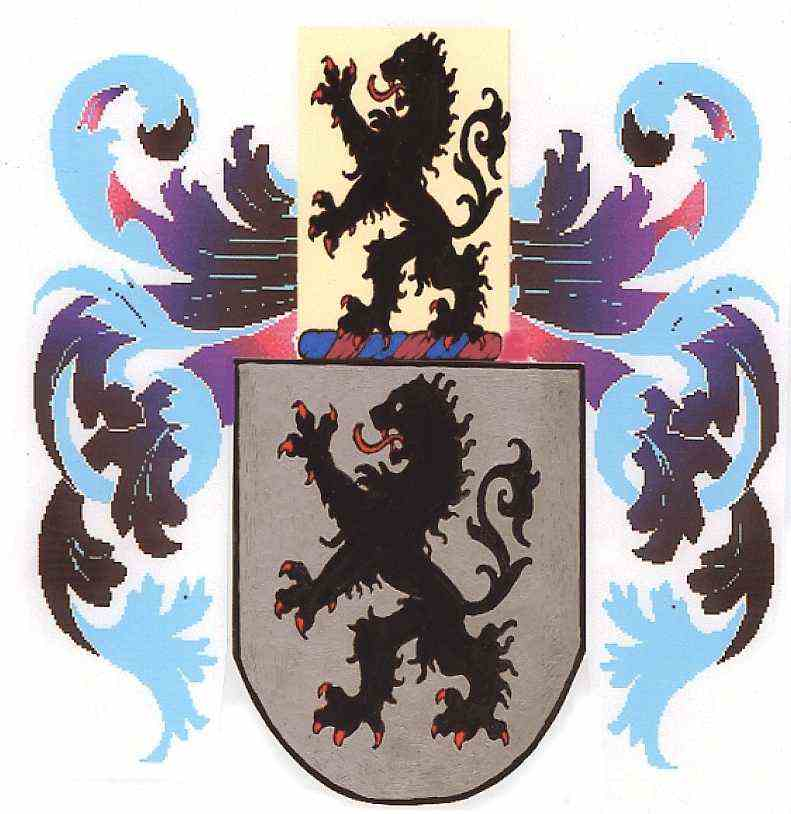
Brasão da família Bettencourt.

Reginaldo II de Bettencourt (em latim: Regnault; Sigy-en-Bray, Argueil, Dieppe, Seine-Maritime, França, 1250 - França, 1310) foi um nobre francês e Senhor de Béthencourt, e de St. Vicente de Rouvray na Normandia. Encontra-se documentado em 1282.

## Relações familiares
Foi filho de Filipe de Bethencourt, senhor de Bettencourt-en-Braye (1220 – 1278) e pai de:
1. João I de Bettencourt (1275 - 1337) casou com Diane Nicole, Senhora de Grainville-la-Teinturière.  [1]